# Gedenkpark zur großen Synagoge in Oświęcim

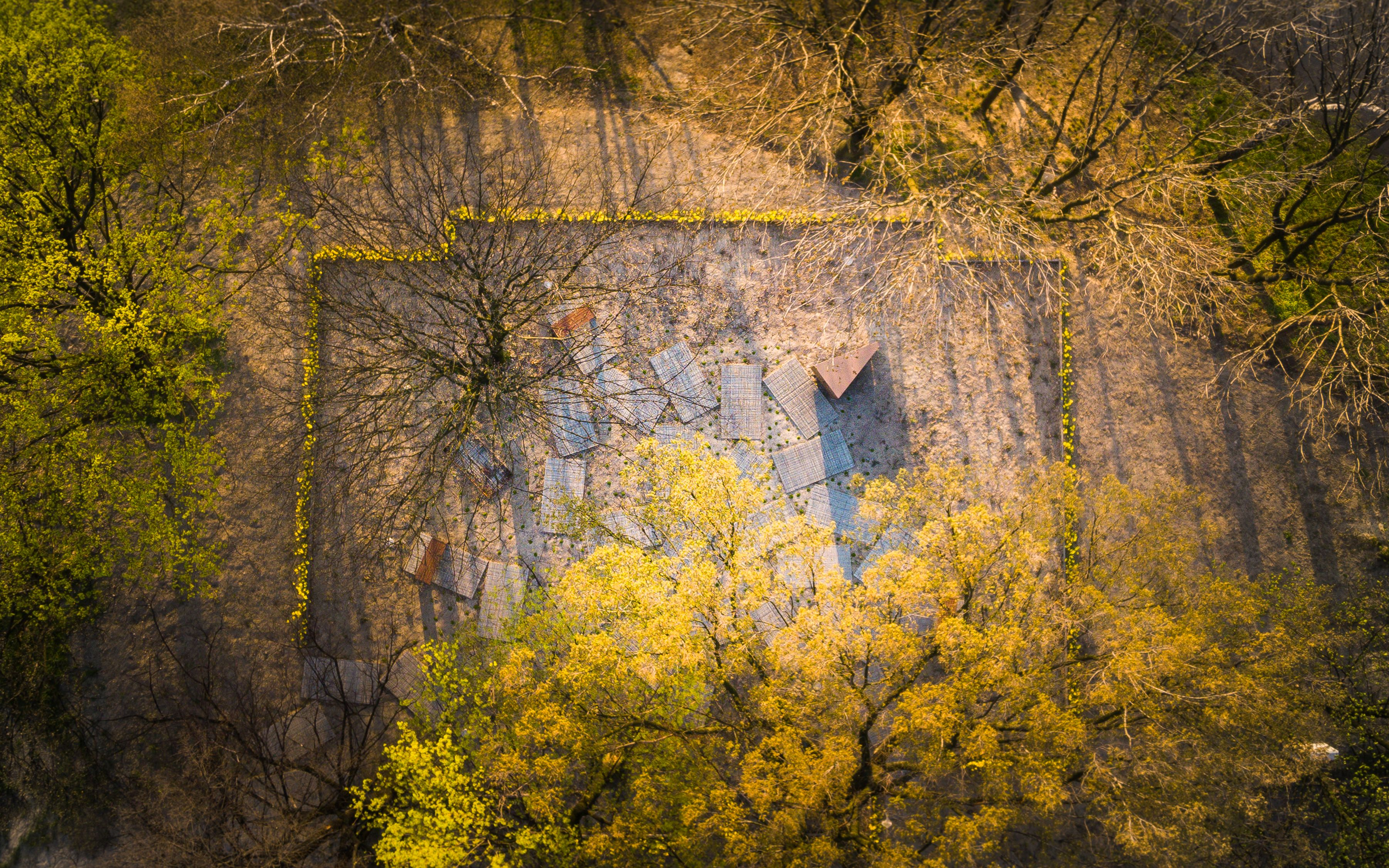
Der Gedenkpark zur großen Synagoge

Der Gedenkpark zur großen Synagoge ist ein Gedenkpark für die große Synagoge in Oświęcim, Polen. Die Synagoge wurde zu Beginn des Zweiten Weltkriegs zerstört.

## Standort
Der Park befindet sich in der Berek-Joselewicz-Straße (ul. Berka Joselewicza) in Oświęcim, in der Nähe des Marktplatzes, am Fluss Soła. 

## Geschichte
1939 wurde die Große Synagoge in Oświęcim – das größte jüdische Gotteshaus der Stadt – von den Nazi-Besatzern in Brand gesteckt und anschließend zerstört. Nach dem Krieg wurde der Tempel nicht wieder aufgebaut. Der Ort, an dem die Synagoge stand, wurde als Zeugnis der Kriegsereignisse leer gelassen. Im Laufe der Jahre haben Bäume und Sträucher die leere Fläche, auf der die Synagoge stand, überwuchert.
Achtzig Jahre nach der Zerstörung der Synagoge beschlossen die Einwohner von Oświęcim, an diesem Ort einen Park des Gedenkens und der Reflexion zu schaffen. Das Projekt wurde vom Jüdischen Zentrum Auschwitz in Oświęcim initiiert und dank einer Spendenaktion realisiert, an der die Einwohner von Oświęcim, lokale Unternehmer, öffentliche Einrichtungen sowie Nachkommen von Juden aus Oświęcim teilnahmen.

## Architektur und Symbolismus

### Architektur

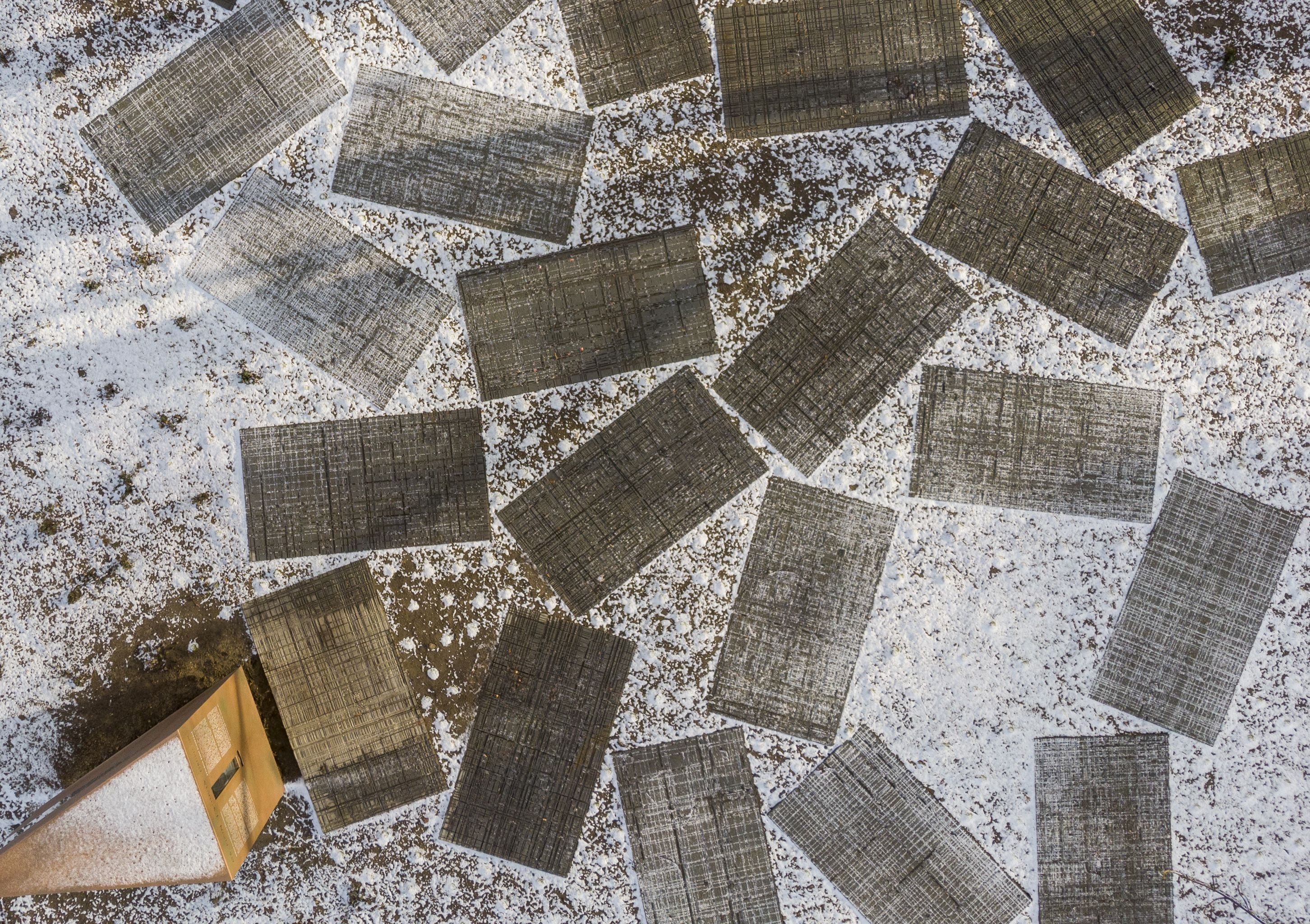

Im Park befinden sich Tafeln, die über die Geschichte der Synagoge informieren, Bänke für die Besucher mit symbolischen Perforationen, die die Sternzeichen darstellen – in Anlehnung an die Ornamente der Großen Synagoge – und Grünanlagen: über 20 Arten von Bäumen, Sträuchern und Blumen. Der Ort soll Einwohnern und Touristen Ruhe und Raum zum Nachdenken bieten.
Die Gestaltung des Parks soll die Besucher an die Form der Synagoge erinnern. Um das Zentrum des Bauwerks und die Steinplatten herum haben die Architekten die Umrisse des Tempels in Form eines schmalen Randstreifens angelegt, der das Zentrum des Parks von der umgebenden Grünanlage trennt. Das wichtigste architektonische Element des Parks ist ein Mosaik aus vierzig grauen Steinplatten. Jede der 120 × 220 cm großen Platten enthält „Reliefs“, die aus unterschiedlich tiefen Rillen bestehen, deren Aussehen sich je nach Lichteinfluss – wechselndes Wetter, Sonnenlicht, Regen oder Schnee – verändert.
Im Park gibt es auch einen Schaukasten mit einem Foto der Synagoge und einem räumlichen Modell der Synagoge sowie eine Tafel mit Informationen über die Geschichte der Gedenkstätte.

### Symbolismus

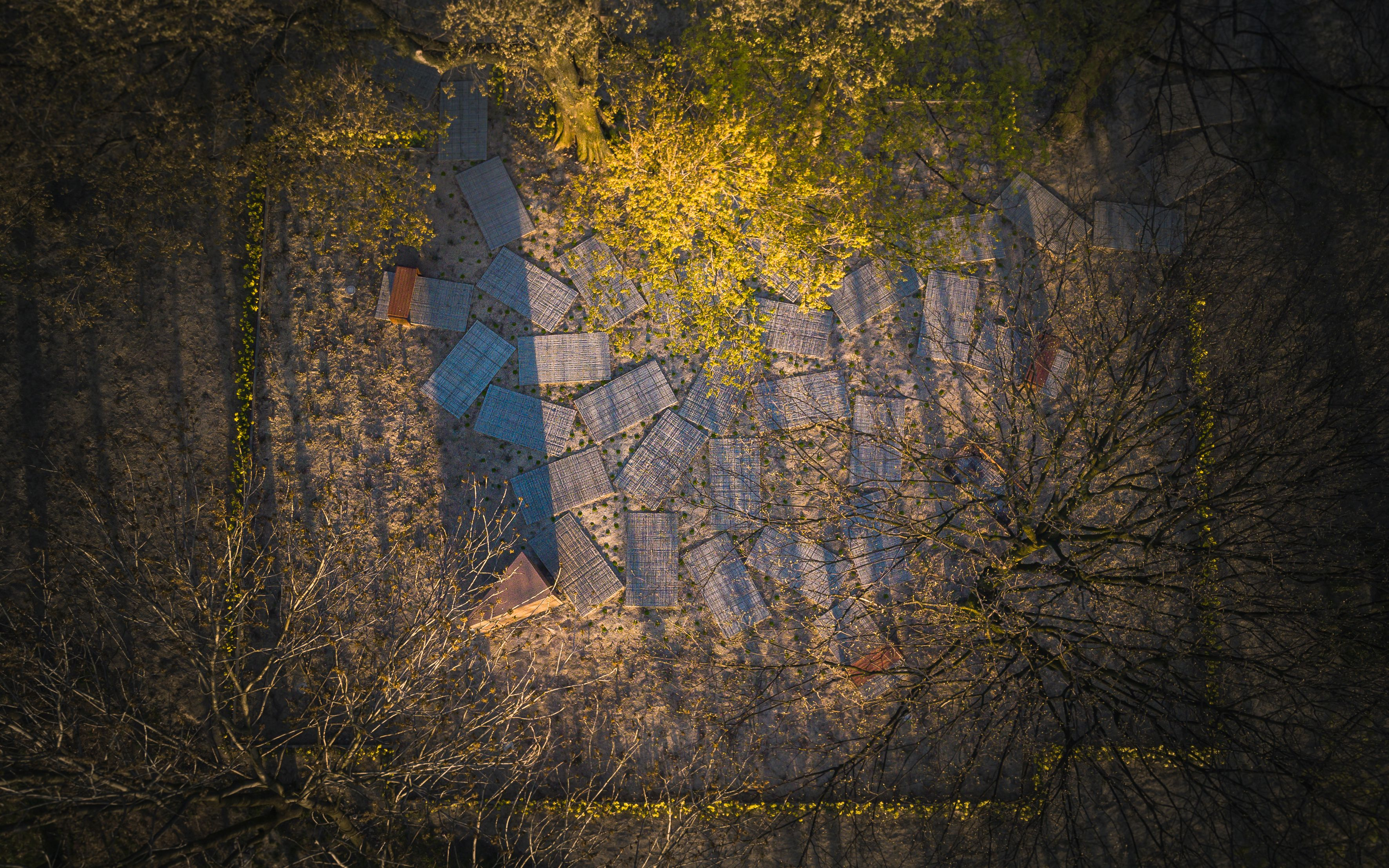
Park Pamięci – Ansicht aus der Vogelperspektive

Granitplatten, die früher als Industrieabfälle galten, wurden für die Linien ausgewählt, die entstanden, als die Sandsteinplatten als Unterlage für das Schneiden anderer Rohstoffe gedient hatten. Kerben unterschiedlicher Tiefe überschneiden und kreuzen sich, was als symbolische Darstellung menschlicher Schicksale gelesen werden kann, die sich kreuzen und in unterschiedliche Richtungen gehen.
Der Park soll auch an die multikulturelle Vorkriegsgeschichte von Oświęcim und an die Tradition der Offenheit gegenüber verschiedenen Kulturen, Religionen und Traditionen erinnern.

## Architektonische Auszeichnungen
Die Gestaltung des Parks und seine Einbindung in den Stadtraum wurden mehrfach nominiert und mit Architekturpreisen ausgezeichnet:
- Nominierung für den European Union Prize for Contemporary Architecture – Mies van der Rohe Award (2021, für 2022)
- Auszeichnung der Woiwodschaft Kleinpolen[6]
- Stanisław-Witkiewicz-Wettbewerb „Leben in der Architektur“,
- 1. Preis in der Kategorie „Öffentlicher natürlicher Raum“, Wettbewerb der Gesellschaft der Polnischen Stadtplaner.